# Opwijk
Opwijk är en kommun i Belgien.   Den ligger i provinsen Flamländska Brabant och regionen Flandern, i den centrala delen av landet, 17 km nordväst om huvudstaden Bryssel. Antalet invånare är 13 405.
Trakten runt Opwijk består till största delen av jordbruksmark. Runt Opwijk är det tätbefolkat, med 397 invånare per kvadratkilometer.